# Комолятов, Николай Андреевич
Комолятов Николай Андреевич (род. 14 октября 1942,  посёлок Петровка, Шортандинский район, Акмолинская область, Казахская ССР, ныне Республика Казахстан, СССР) — советский и российский гитарист, заслуженный артист Российской Федерации (1992).
С 15 лет самостоятельно осваивал игру на семиструнной, затем на шестиструнной гитаре. В 1960–1961 гг. учился в Саранском музыкальном училище (с 1966 имени Л. П. Кирюкова) на дирижёрско-хоровом и оркестровом отделениях. Узнав об открытии класса гитары в Музыкальном училище при Московской консерватории (1960), в 1961 г. поступил в училище, стал одним из первых учеников  А. М. Иванова-Крамского. В 1962–1965 гг. проходил срочную службу в Ансамбле песни и пляски Тихоокеанского флота, окончил училище в 1968 г. Лауреат международного конкурса в рамках Фестиваля искусств стран Латинской Америки (Москва, 1966). В 1968–1973 гг. учился на заочном отделении Уральской государственной консерватории имени М. П. Мусоргского (класс гитары А. В. Минеева).
В 1968–2002 гг. солист Московской областной филармонии. Гастролировал в странах Европы и США. Как исполнитель придаёт особое значение современной музыке для гитары и расширению отечественного репертуара; исполнял произведения Э. Вила-Лобоса, И. Ф. Стравинского, Э. В. Денисова, А. М. Иванова-Крамского, П. И. Савинцева, М. А. Осокина, Г. Ш. Джапаридзе. Выступал в ансамбле со многими известными музыкантами, среди которых певцы И. С. Козловский, А. Я. Талмазов, скрипачи Г. Е. Жислин, З. У. Шихмурзаева, флейтист А. В. Корнеев.
Записал 2 сольных грампластинки на фирме «Мелодия»: прелюдии и этюды Э. Вила-Лобоса (издана в 1982), произведения П. И. Панина и И. В. Рехина (издана в 1987).
В 1967–1970 гг. работал в Ступинской детской музыкальной школе. С 1983 г. преподаёт в классе гитары Российской академии музыки имени Гнесиных (до 1992 Государственный музыкально-педагогический институт имени Гнесиных; с 1996 доцент, с 1999 профессор). Параллельно преподавал в Московском государственном институте музыки имени Альфреда Шнитке (1992–2016), Тольяттинской консерватории (2000–2017; до 2012 Тольяттинский институт искусств), Государственном музыкально-педагогическом институте имени М. М. Ипполитова-Иванова (2004–2009). Среди учеников: А. В. Зимаков, Р. Р. Хабибулин, И. Н. Подольский, А. В. Дервоед, А. Л. Резник, В. В. Домогацкий, Р. А. Зорькин, Н. Н. Неделько.